# Undercover Boss
Undercover Boss ist eine britische Doku-Soap des Fernsehsenders Channel 4. Führungskräfte von Unternehmen arbeiten verdeckt („undercover“) als Hilfsarbeiter in der eigenen Firma mit ihren Mitarbeitern zusammen, um dadurch eine unverfälschte bzw. andere Sicht in die Arbeitsabläufe ihres Unternehmens zu erhalten. Seit 2011 gibt es einen deutschen Ableger, der auf RTL zu sehen ist, 2013 startete auch der Österreichische Rundfunk einen Ableger des Formats. Neben Großbritannien, den Vereinigten Staaten und der Schweiz wurden eigene Versionen der Sendung unter anderem auch für Australien, Norwegen und Kanada produziert.

## Handlung und Ablauf
Führungskräfte von großen Unternehmen verlieren angeblich mit der Zeit den direkten Kontakt zu den Mitarbeitern und der alltäglichen Arbeit in der Praxis. Um dies zu ändern, sollen sie ihr Unternehmen und ihre Mitarbeiter vor Ort als Berufseinsteiger oder Praktikant kennenlernen. Durch Veränderungen von Kleidung und Aussehen (teilweise auch mit Perücken oder falschen Zähnen) soll sichergestellt werden, dass niemand von den Mitarbeitern erkannt wird. Unter dem Vorwand, eine Fernsehreportage zu drehen, die einen Arbeitslosen begleitet, wird die getarnte Führungskraft dabei offen von einem Kamerateam begleitet. Über eine Woche hinweg lernt der Manager verschiedene Mitarbeiter und Unternehmensbereiche kennen und arbeitet dabei wie ein neuer Mitarbeiter aktiv mit. Die Mitarbeiter erzählen dabei neben Verbesserungsvorschlägen für ihren Arbeitsbereich und das Unternehmen meist auch von persönlichen Wünschen und Problemen. Am Ende der Sendung findet eine Aufklärung des Experiments statt, wobei speziell auf die Tätigkeiten und Perspektiven der Beteiligten eingegangen wird. Zum Abschluss erhalten die „Opfer“ vom Geschäftsführer Belohnungen wie einen Gutschein, eine Reise oder auch eine Beförderung.
Die Unternehmen arbeiten teilweise nach dem Franchise-System oder sind gemäß diesem strukturiert. Dies hat zur Folge, dass dann die als Chef auftretende Person nicht der direkte Vorgesetzte der besuchten Mitarbeiter ist. Dies sind die Geschäftsführer der Unternehmen, die Lizenz- bzw. Franchisenehmer sind. 

## Deutschland
Bereits einen Tag nach Abschluss von Staffel 1 gab RTL bekannt, eine weitere Staffel in Auftrag zu geben.
Ursprünglich war geplant, innerhalb der 2. Staffel sechs Folgen zu zeigen, jedoch wurden diese nicht rechtzeitig fertiggestellt und deshalb nur drei Folgen gesendet. Die fehlenden drei Folgen wurden schließlich ab dem 27. Februar 2012 zusammen mit drei neuen Folgen im Rahmen von Staffel 3 ausgestrahlt. Die fünfte Staffel, bestehend aus fünf Folgen, war vom 15. April 2013 bis zum 13. Mai 2013 auf RTL zu sehen. Die sechste Staffel, welche aus insgesamt fünf Episoden besteht, wurde vom 13. Januar bis zum 17. Februar 2014 ausgestrahlt. Die achte Staffel im Jahr 2016 erreichte im Schnitt bei der Erstausstrahlung mehr als 5 Millionen Zuschauer. Undercover Boss wurde damit in der werberelevanten Zielgruppe (14 – 49 Jahre) mit einer Steigerung der Zuschauerzahlen um 16 Prozent das erfolgreichste Infotainmentprogramm.
Undercover Boss wurde 2013 mit dem Bayerischen Fernsehpreis ausgezeichnet. Das Format wurde für die Goldene Kamera 2018 in der Kategorie „Bestes Dokutainment-Format“ nominiert.
Seit 2019 strahlt RTL zweistündige Folgen aus. Die Erstausstrahlungen starten um 20:15 und nicht mehr um 21:15 Uhr.

### 1. Staffel
| Episode | Datum          | Chef              | Firma                                 | Bemerkung |
| 1       | 28. März 2011  | Mika Ramm         | Eismann Tiefkühl-Heimservice          |           |
| 2       | 4. April 2011  | Marcus Smola      | Best Western Hotels Deutschland GmbH  |           |
| 3       | 11. April 2011 | Johannes Borgmann | ADCO Umweltdienste Holding GmbH       |           |
| 4       | 18. April 2011 | Karsten Freigang  | Joey’s Pizza Service Deutschland GmbH |           |

### 2. Staffel
| Episode | Datum              | Chef            | Firma                    | Bemerkung                                     |
| 1       | 5. September 2011  | Andreas Bork    | Burger King              |                                               |
| 2       | 12. September 2011 | Erich Peterhoff | Gebäudedienste Peterhoff |                                               |
| 3       | 19. September 2011 |                 |                          | Wiedersehen mit Teilnehmer der ersten Staffel |

### 3. Staffel
| Episode | Datum            | Chef             | Firma                             | Bemerkung |
| 1       | 27. Februar 2012 | Jaap Schalken    | Kamps GmbH                        |           |
| 2       | 5. März 2012     | Stefan Kulas     | Pitstop (Werkstattkette)          |           |
| 3       | 12. März 2012    | Douglas Saurma   | Malteser Hilfsdienst              |           |
| 4       | 19. März 2012    | Thomas Sapper    | Deutsche Fertighaus Holding (DFH) |           |
| 5       | 26. März 2012    | Mario Pick       | Welcome Hotels                    |           |
| 6       | 2. April 2012    | Valerie Bönström | Mrs. Sporty GmbH                  |           |

### 4. Staffel
| Episode | Datum              | Chef           | Firma                 | Bemerkung |
| 1       | 10. September 2012 | Swen Neumann   | Wienerwald            |           |
| 2       | 17. September 2012 | Carsten Eisele | Zoo & Co.             |           |
| 3       | 24. September 2012 | Thomas Herzner | bauSpezi              |           |
| 4       | 1. Oktober 2012    | Oliver Gross   | SITA Deutschland GmbH |           |

### 5. Staffel
| Episode | Datum          | Chef              | Firma                   | Bemerkung               |
| 1       | 15. April 2013 | Horst Becker      | ISOTEC Gebäudesanierung |                         |
| 2       | 22. April 2013 | Martin Paffenholz | Sunpoint                |                         |
| 3       | 29. April 2013 | Michael Gomolka   | Mister Minit            |                         |
| 4       | 6. Mai 2013    | Matthias Machauer | Enchilada               |                         |
| 5       | 13. Mai 2013   |                   |                         | Die Chefs kehren zurück |

### 6. Staffel
| Episode | Datum            | Chef           | Firma                      | Bemerkung |
| 1       | 13. Januar 2014  | Stephi Hopp    | Heide Park Resort          |           |
| 2       | 20. Januar 2014  | Bernd Müller   | Metzgerei Robert Müller    |           |
| 3       | 27. Januar 2014  | Michael Mücke  | Accor                      |           |
| 4       | 10. Februar 2014 | Hans Mosbacher | Stölting Service Group     |           |
| 5       | 17. Februar 2014 | Thomas Sander  | Reisswolf Deutschland GmbH |           |

### 7. Staffel
| Episode | Datum           | Chef                                                                  | Firma                   | Bemerkung |
| 1       | 12. Januar 2015 | Jörg Lüssem                                                           | Johanniter-Unfall-Hilfe |           |
| 2       | 19. Januar 2015 | Fabrizio Sepe (im Einsatz war dessen Lebensgefährtin Stefanie Hilger) | Serengeti-Park          |           |
| 3       | 26. Januar 2015 | Matthias Schubert                                                     | Euromaster              |           |
| 4       | 2. Februar 2015 | Werner Block                                                          | CAP Markt               |           |
| 5       | 9. Februar 2015 | Armin Alt                                                             | R+S solutions Holding   |           |

### 8. Staffel
| Episode | Datum            | Chef              | Firma                     | Bemerkung |
| 1       | 18. Januar 2016  | André Schwämmlein | MFB MeinFernbus/Flixbus   |           |
| 2       | 25. Januar 2016  | Lars Horstmann    | easyApotheke (Holding) AG |           |
| 3       | 1. Februar 2016  | Armin Funk        | Charles Vögele            |           |
| 4       | 8. Februar 2016  | Manuela Halm      | Dormero                   |           |
| 5       | 15. Februar 2016 | Reiner Block      | TÜV Hessen                |           |

### 9. Staffel
| Episode | Datum            | Chef           | Firma                     | Bemerkung                            |
| 1       | 16. Januar 2017  | Maik Klokow    | Mehr! Entertainment       | u. a. im Starlight Express in Bochum |
| 2       | 23. Januar 2017  | Thomas Hoyer   | Hoyer Unternehmensgruppe  |                                      |
| 3       | 30. Januar 2017  | Guido Laukamp  | Nicko Cruises Flussreisen |                                      |
| 4       | 6. Februar 2017  | Antje Dreißig  | Bäckerei Dreißig          |                                      |
| 5       | 13. Februar 2017 | Ralph Schiller | FTI GROUP                 |                                      |

### 10. Staffel
| Episode | Datum            | Chef                | Firma             | Bemerkung |
| 1       | 29. Januar 2018  | Michiel Illy        | Tropical Islands  |           |
| 2       | 5. Februar 2018  | Harald Piendl       | Beate Uhse-Gruppe |           |
| 3       | 12. Februar 2018 | Patrick G. Weber    | Arko              |           |
| 4       | 19. Februar 2018 | Dr. Michael Freitag | Freitag Gruppe    |           |
| 5       | 26. Februar 2018 | Dirk Bader          | Landgard          |           |

### Specials
Im Anschluss an die zehnte Staffel wurden 2018 erstmals zwei Folgen mit Prominenten ausgestrahlt.
| Episode | Datum         | Chef         | Firma | Bemerkung |
| 1       | 5. März 2018  | Detlef Soost |       |           |
| 2       | 12. März 2018 | Angelo Kelly |       |           |

### 11. Staffel
Anfang des Jahres 2019 wurde die elfte Staffel der Sendung ausgestrahlt. Zum ersten Mal sendete RTL 2-stündige XXL-Folgen.
| Episode | Datum            | Chef                                       | Firma        | Bemerkung |
| 1       | 21. Januar 2019  | Christian Gieselmann                       | Warsteiner   |           |
| 2       | 28. Januar 2019  | Jasmin Schröter und Wolfram Simon-Schröter | Zeitfracht   |           |
| 3       | 4. Februar 2019  | Daniel Krauss                              | Flixmobility |           |
| 4       | 11. Februar 2019 | Thomas Weckerlein                          | Wöhrl SE     |           |
| 5       | 11. Februar 2019 | Gregor Ries                                | Eder-Gruppe  |           |

### 12. Staffel
| Episode | Datum           | Chef             | Firma            | Bemerkung |
| 1       | 27. Januar 2020 | Stefanie Brandes | Aldiana          |           |
| 2       | 3. Februar 2020 | Achim Weniger    | Vedes AG         |           |
| 3       | 13. Juli 2020   | Marco Hammer     | Bien-Zenker GmbH |           |

### 13. Staffel
| Episode | Datum           | Chef           | Firma                          | Bemerkung |
| 1       | 25. Januar 2021 | Tanja Larisch  | E.ON Energie Dialog GmbH       |           |
| 2       | 1. Februar 2021 | Stefan Krause  | Teamwork Instore Services GmbH |           |
| 3       | 8. Februar 2021 | Niklas Köllner | Wenko-Wenselaar GmbH & Co. KG  |           |

### 14. Staffel
| Episode | Datum             | Chef                     | Firma                        | Bemerkung |
| 1       | 11. Januar 2022   | Maren Wolters            | Adler Modemärkte AG          |           |
| 2       | 18. Januar 2022   | Michael Gonzalez Salcedo | Daume Gruppe                 |           |
| 3       | 8. Februar 2022   | André Weltz              | Badischer Winzerkeller       |           |
| 4       | 6. September 2022 | Jens Erik Hilgerloh      | StarCar Europa Service Group |           |

### 15. Staffel
| Episode | Datum         | Chef                        | Firma             | Bemerkung |
| 1       | 17. Juli 2023 | Anna Weber und Jan Weischer | BabyOne           |           |
| 2       | 24. Juli 2023 | Ben Brahim                  | Accor Deutschland |           |

### 16. Staffel
| Episode | Datum         | Chef                              | Firma           | Bemerkung         |
| 1       | 15. Juli 2024 | Peter Boch                        | Stadt Pforzheim | Oberbürgermeister |
| 2       | 22. Juli 2024 | Lukas Nossol und Markus Niklasson | Denns Biomarkt  |                   |

### 17. Staffel
| Episode | Datum         | Chef                        | Firma             | Bemerkung |
| 1       | 14. Juli 2025 | Alexander Tauer             | Domino's Pizza    |           |
| 2       | 21. Juli 2025 | Marco Pieper und Berit Behl | Media MarktSaturn |           |

## Österreich
In Österreich wurde das Format erstmals am 16. Jänner 2013 im Abendprogramm von ORF eins ausgestrahlt. Die Pilotfolge handelt von ASFINAG-Vorstandsdirektor Klaus Schierhackl.

### 1. Staffel

#### Teilnehmer
- 16. Jänner 2013: Klaus Schierhackl (ASFINAG)[14]
- 23. Jänner 2013: Manfred Denner (Merkur)[15]
- 30. Jänner 2013: Hannes Lechner (Accor Hotelgruppe)[15]
- 13. Februar 2013: Georg Ketzler (Brantner Gruppe)[15]
- 20. Februar 2013: Undercover Boss - Revisit[15]

#### Einschaltquoten
Für die Pilotfolge verzeichnete der Österreichische Rundfunk 472.000 Zuseher, dies entspricht einem Marktanteil von 22 Prozent in der werberelevanten Zielgruppe.

### 2. Staffel
Unter dem Motto Undercover Boss is back wird am 9. Oktober 2013 die zweite Staffel erstmals ausgestrahlt. Die Folge über das Sicherheitsunternehmen G4S wurde kurzfristig aus dem Programm genommen, da die Korruptionsstaatsanwaltschaft zeitgleich einen Bericht über ein laufendes Ermittlungsverfahren vorlegen wollte. Der ORF verzichtet daher vorerst auf eine Ausstrahlung der bereits im Sommer 2013 produzierten Folge. Die Sendung wird schließlich 2016 im Rahmen der dritten Staffel gesendet.

#### Teilnehmer
- 9. Oktober 2013: Karl Steinmayr (HABAU)
- 16. Oktober 2013: Christian Sterba (Simacek)
- 23. Oktober 2013: Kris Rosenberger (Rosenberger)
- 30. Oktober 2013: Oliver Schmerold (ÖAMTC)
- 6. November 2013: Christian Laschet (Schirnhofer)
- 13. November 2013: Ernst Mayr (Fussl Modestraße)
- 20. November 2013: Erich Weichselbaum (ELK-Fertighaus)
- 27. November 2013: Undercover Boss - Revisit Doppelfolge

### 3. Staffel
Die 3. Staffel startete am 13. Oktober 2016.

#### Teilnehmer
- 13. Oktober 2016: Ralf Mittermayr (Saubermacher Dienstleistungs AG)
- 20. Oktober 2016: Thomas Blaguss (Blaguss)
- 27. Oktober 2016: Gerald Kumnig (ARBÖ)
- 10. November 2016: Isabella Rohrer-Pucher (Rohrer Group)
- 17. November 2016: Erich Steinreiber (ISS)
- 24. November 2016: Johann Pichler (Internorm)
- 1. Dezember 2016: Matthias Wechner (G4S) und Undercover Boss-Special: Die härtesten Branchen Österreichs[19]

## Schweiz
Der Privatsender 3 plus produzierte 2012 eine Schweizer Variante der Sendung. Die erste Staffel wurde ab Mai 2012 ausgestrahlt.

### 1. Staffel
- Folge 1: Peter Michel, CEO von Best Western Swiss Hotels
- Folge 2: Martin Lehmann, CEO der Mobilezone Holding AG

## International

### Großbritannien
Das Konzept der Sendung stammt ursprünglich aus Großbritannien. Dort wurde Staffel 1 ab dem 18. Juni 2009 auf Channel 4 ausgestrahlt und bestand aus zwei Folgen. Der Manager der ersten Folge war Andy Edge der Firma Park Resorts, die Ferienparks in Großbritannien betreibt. Staffel 2 wurde ab dem 15. Juli 2010 ausgestrahlt und bestand aus sieben Folgen. Staffel 3, die ab dem 5. Juli 2011 gesendet wurde, bestand aus sechs Folgen.

### Vereinigte Staaten
Staffel 1 bestand aus 9 Folgen. Die erste Folge wurde am 7. Februar 2010 auf CBS mit Larry O’Donnell, dem Vorsitzenden und Chief Operating Officer der Firma Waste Management im Anschluss an den Super Bowl XLIV ausgestrahlt und erreichte dort 38,7 Millionen Zuschauer. Staffel 2 wurde ab dem 26. September 2010 ausgestrahlt und umfasste 22 Folgen. Staffel 3 wurde ab dem 15. Januar 2012 ausgestrahlt und umfasst 13 Folgen.